# حارية جؤجؤية
الحارية الجؤجؤية أو أفعى الطفى المنشارية أو الأفعى الحرة أو الطُفية أو ذو الطفيتين أو الأرْبَد أو العِرْبد أو الشُجَاع (الاسم العلمي: Echis carinatus)، هي أحد أنواع الأفاعي السامة الموجودة في أجزاء من الشرق الأوسط وآسيا الوسطى، وبالخصوص شبه القارة الهندية. إنها أصغر عضو من الثعابين الأربعة الكبيرة المسؤولة عن معظم حالات لدغات الأفاعي المسببه اللوفاة، وذلك بسبب عوامل مختلفة بما في ذلك إلفتها المناطق المكتظة بالسكان، وطبيعتها غير الواضحة. تٌعرف منه حاليًا خمسة نويعات، بما في ذلك النويعات المرشحة الموصوفة هنا.

## النطاق الجغرافي
تستوطن الحارية الجؤجؤية في آسيا. توجد في شبه القارة الهندية في الهند وسريلانكا وبنغلاديش وباكستان (بما في ذلك أوراك بالقرب من كويته وجزيرة أستولا قبالة ساحل مكران). توجد في الشرق الأوسط في سلطنة عمان ومصيرة (جزيرة) وشرق الإمارات العربية المتحدة والعراق وجنوب غرب إيران. توجد في آسيا الوسطى في أفغانستان وأوزبكستان وتركمانستان وطاجيكستان.
لم يُضمن مكان النمط في الوصف الأصلي بواسطة شنايدر (1801). ومع ذلك، نُعتت منطقة باسم «أرني» (الهند) بواسطة راسل (1796: 3).
هناك أيضًا تقارير تفيد بوجود هذا النوع في العراق. في محافظتي ذي قار وكركوك.